# HR-Rail
HR-Rail is de juridische werkgever van het personeel van NMBS, Infrabel (en HR-Rail zelf). Ze neemt het personeel voor deze bedrijven aan, waarna elk personeelslid uitbesteed wordt aan een van deze drie bedrijven. Het bedrijf in kwestie wordt dan de feitelijke werkgever van het personeelslid. Echter blijft HR-Rail, als juridische werkgever, verantwoordelijk voor alles wat algemeen personeelsbeleid aangaat (vb. het uitbetalen van het loon, het voorzien van verkeersvoordelen ("vrijkaart"), aanbieden van niet-jobspecifieke opleidingen, ...). 
Hiernaast heeft HR-Rail ook nog de volgende activiteiten:
- RailCare: RailCare vervult dezelfde rol als een ziekenfonds voor de statutaire personeelsleden van de Belgische Spoorwegen en hun gezinsleden.[2]
- Kas der geneeskundige verzorging van HR-Rail: De Kas der geneeskundige verzorging van HR Rail (KGV) is de verzekeringsinstelling van het statutaire personeel en de gepensioneerden van de Belgische Spoorwegen. Zij staat in voor de verstrekkingen van de geneeskundige verzorging.[3]

Alle statutaire personeelsleden worden bij aanwerving automatisch en verplicht aangesloten beide organisaties (gezinsleden zijn optioneel).
Ten slotte voorziet HR-Rail ook nog RailFacilities. Deze organisatie onderhandelt kortingen met commerciële bedrijven voor werknemers van de spoorwegen.